# NGC 7200
NGC 7200 est une galaxie elliptique située dans la constellation de l'Indien. Sa vitesse par rapport au fond diffus cosmologique est de 2 704 ± 19 km/s, ce qui correspond à une distance de Hubble de 39,9 ± 2,8 Mpc (∼130 millions d'al). NGC 7200 a été découverte par l'astronome britannique John Herschel en 1834.
Selon la base de données Simbad, NGC 7200 est une galaxie active de type Seyfert 2
La classification de galaxie lenticulaire indiquée par le professeur Seligman a été proposée par Harold Corwin en se basant sur l'image "rouge" du relevé DSS. Selon cette classification, NGC 7200 semble avoir une courte barre asymétrique, une lentille brillante (le "l" entre parenthèses) et une faible couronne. Les lettres AB signifient que la galaxie a une apparence entre barrée et non barrée, mais avec la barre plus proéminente qu'en son absence.